# 匙叶翼首花
匙叶翼首花（学名：Pterocephalus hookeri），为忍冬科翼首花属下的一个植物种。